# Axel Bejarano Fernández
Axel Bejarano Fernández (Palma de Mallorca, España, 28 de mayo de 2005), más conocido deportivamente como Axel Bejarano, es un futbolista español que juega como delantero en la Sociedad Deportiva Huesca de la Segunda División de España. Ahora jugador del CD Baleares 

## Trayectoria
Nacido en Palma de Mallorca, Islas Baleares, es un jugador formado en las categorías inferiores del RCD Mallorca y fue el máximo goleador de su equipo juvenil, el CD San Francisco en la temporada 2022-23. 
En la temporada 2023-24, formó parte de la plantilla del RCD Mallorca B de la Tercera Federación.
El 5 de septiembre de 2024, firma por la Sociedad Deportiva Huesca, para ser asignado a su filial de la Tercera Federación.
El 13 de octubre de 2024, hizo su debut con el primer equipo de la Sociedad Deportiva Huesca, sustituyendo a Hugo Vallejo y proporcionando la asistencia para el empate de Sergi Enrich en el empate 2-2 en casa de Segunda División de España contra el Albacete Balompié. Más tarde, disfrutaría de minutos frente al Sporting de Gijón y FC Cartagena.
El 30 de octubre de 2024, Bejarano anotó su primer gol con el primer equipo oscense en la victoria a domicilio por 2-0 sobre el CF Badalona, en un encuentro de la Copa del Rey.

## Clubes
| Club                          | País   | Años          |
| ----------------------------- | ------ | ------------- |
| RCD Mallorca B                | España | 2023-2024     |
| Sociedad Deportiva Huesca "B" | España | 2024-presente |
| Sociedad Deportiva Huesca     | España | 2024-presente |